# Francisco Ángel Soriano San Martin
Francisco Ángel Soriano San Martin (nascido em 28 de março de 1949) é um atirador paralímpico espanhol. Participou dos Jogos Paralímpicos de Verão de 2012 em Londres.